# Гладсаксе (коммуна)
Гладсаксе (дат. Gladsaxe Kommune) — датская коммуна в составе области Ховедстаден. Площадь — 25 км², что составляет 0,06 % от площади Дании без Гренландии и Фарерских островов. Численность населения на 1 января 2008 года — 62562 чел. (мужчины — 30477, женщины — 32085; иностранные граждане — 4257).
В состав коммуны входят Сёборг (Søborg), Буддинге (Buddinge), Багсвер (Bagsværd), Мёркхёй (Mørkhøj).

## Железнодорожные станции
- Багсвер (Bagsværd)
- Буддинге (Buddinge)
- Киллебакке (Kildebakke)
- Скоубрюнет (Skovbrynet)
- Стенгорден (Stengården)

## Изображения

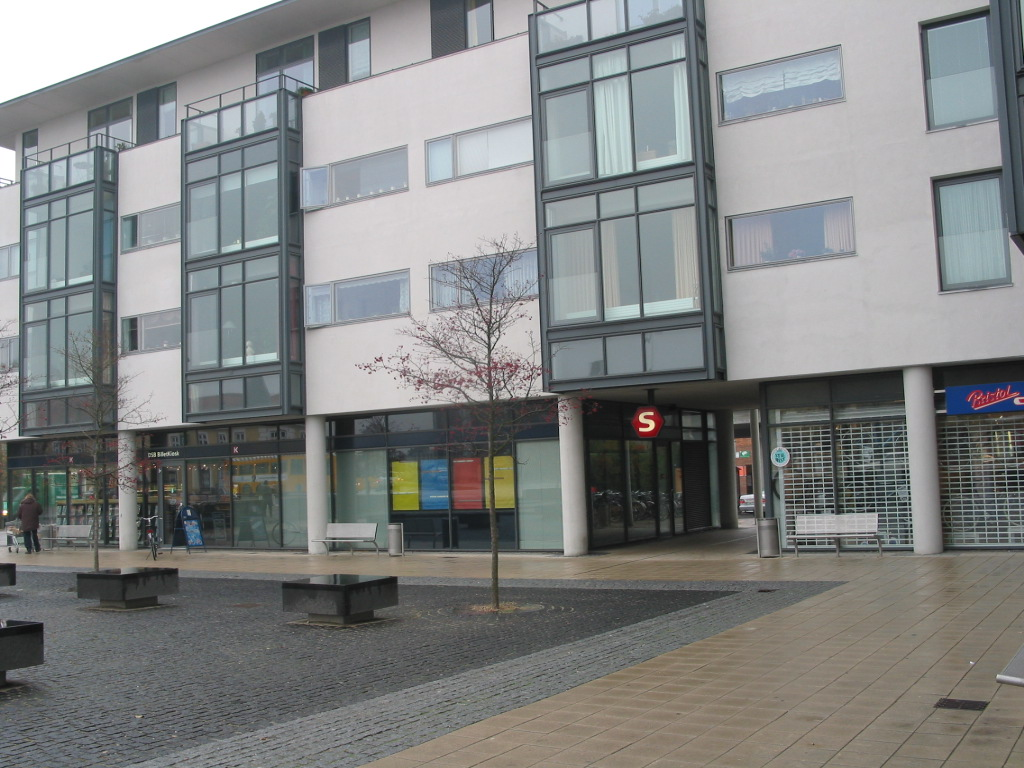
Багсвер
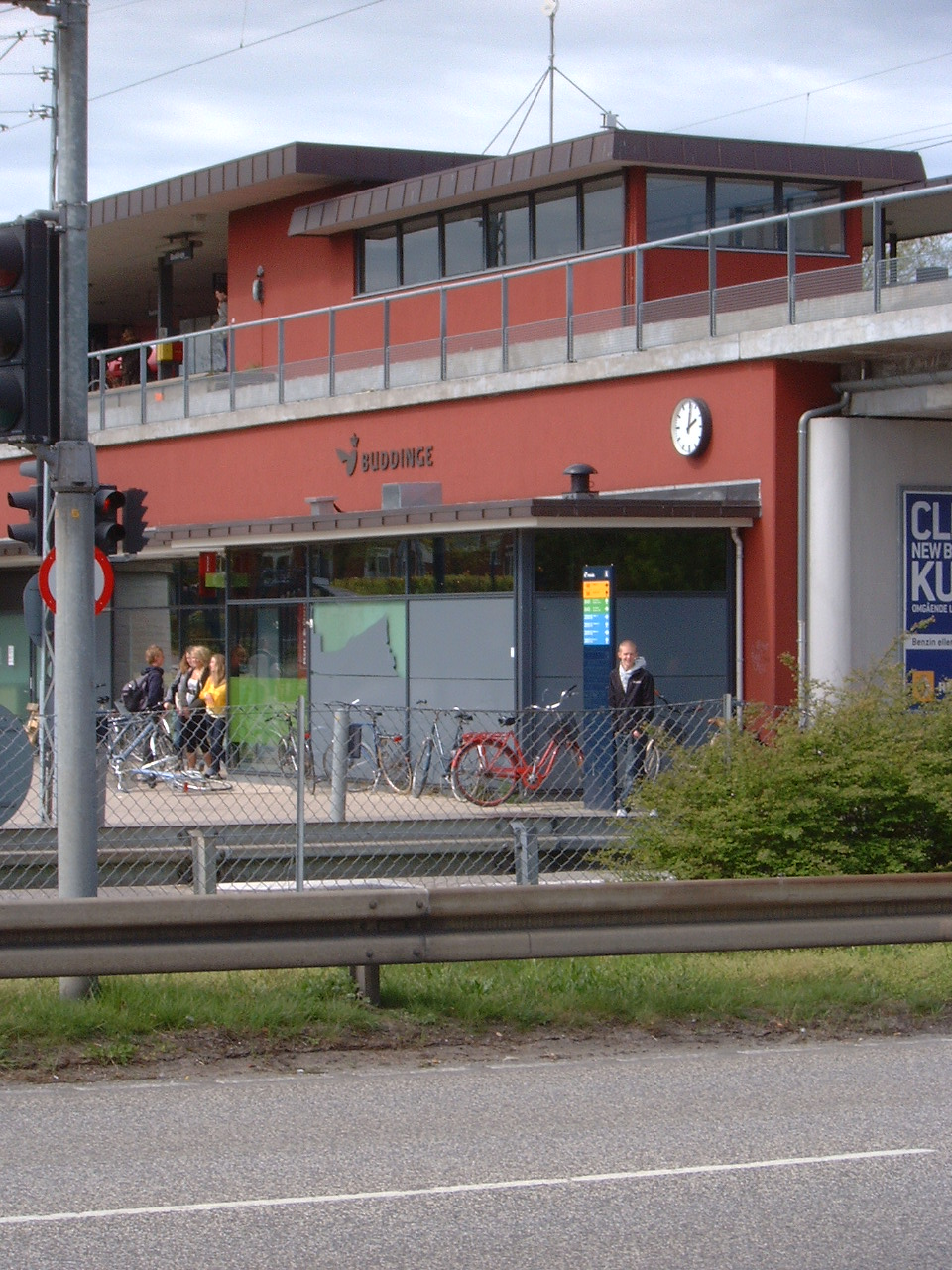
Буддинге
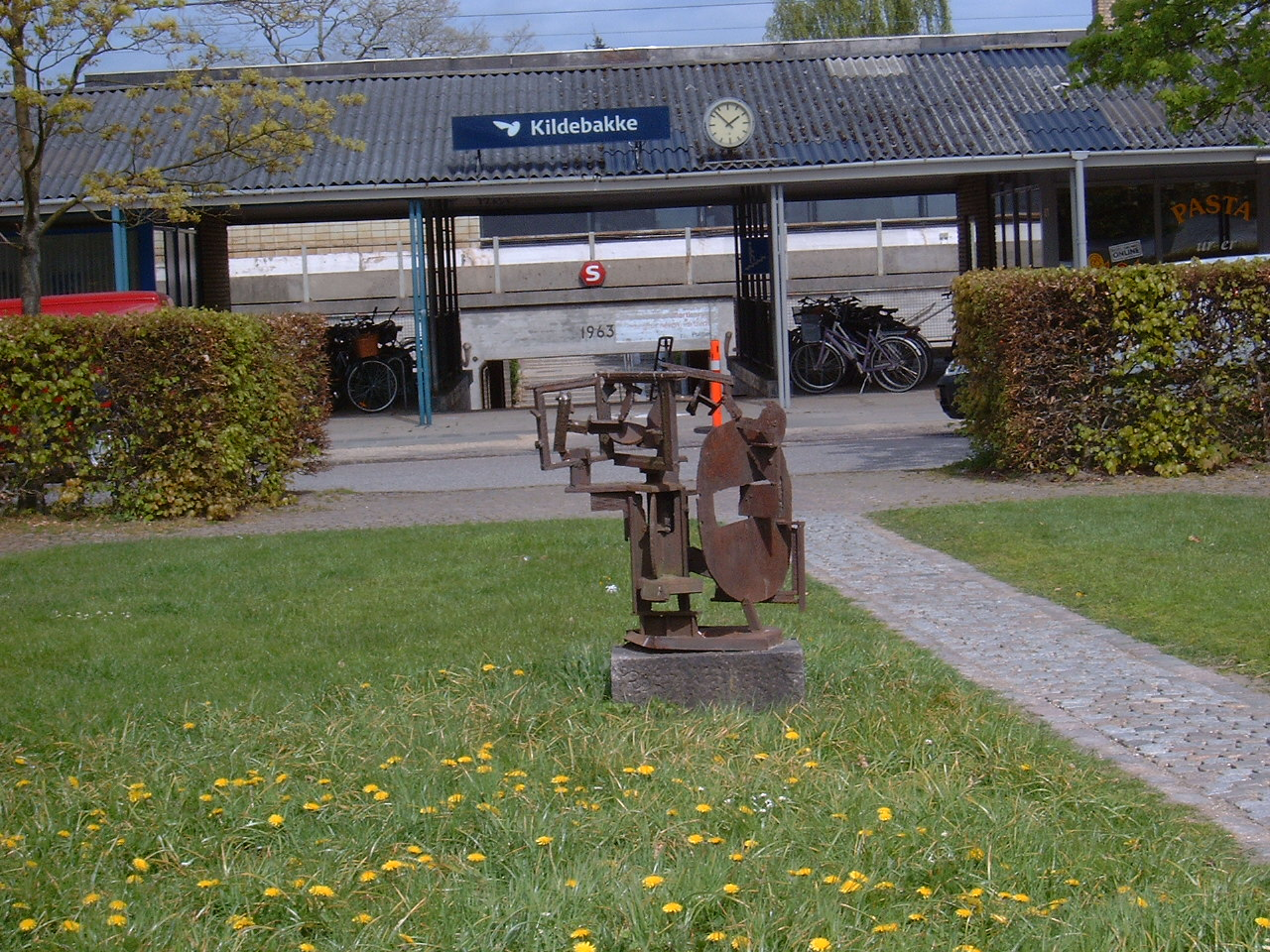
Киллебакке
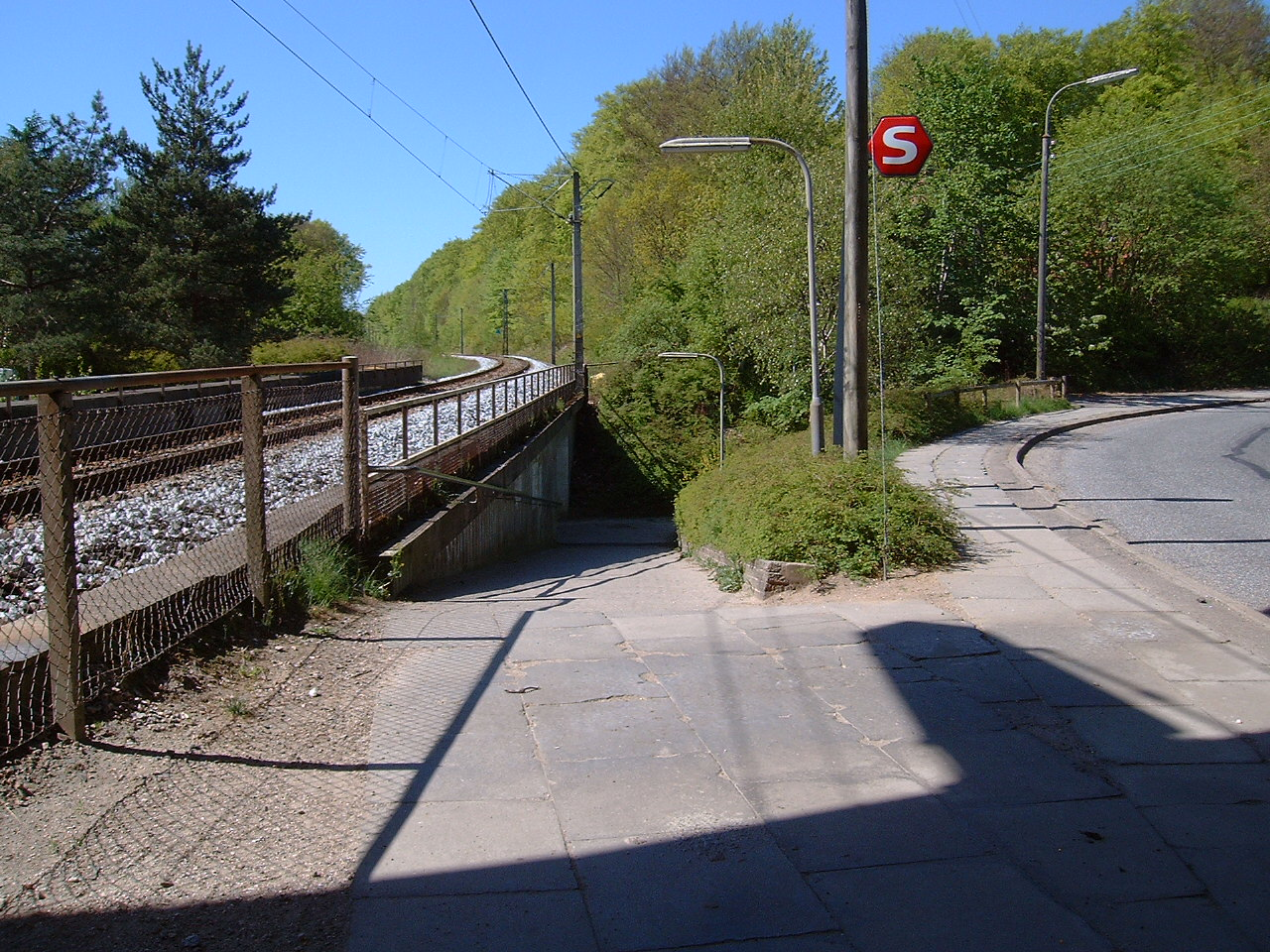
Скоубрюнет